# Площа Казинця (Мінськ)
53°50′39″ пн. ш. 27°30′21″ сх. д. / 53.84422° пн. ш. 27.50597° сх. д.
Площа Казинця (біл. Плошча Казінца) — площа в Жовтневому районі Мінська, знаходиться на перехресті вулиць Казинця і Корженевського. Названа на честь Ісая Казинця (1910—1942), одного з організаторів і керівників мінського підпілля в роки Другої Світової війни, Героя Радянського Союзу.